# Antho signata
Antho signata är en svampdjursart som först beskrevs av Topsent 1904.  Antho signata ingår i släktet Antho och familjen Microcionidae.

## Underarter
Arten delas in i följande underarter:
- A. s. mitis
- A. s. paupera